# Zieselmaus
Die Zieselmaus (Spermophilopsis leptodactylus) ist ein zieselähnliches Nagetier Zentralasiens. Trotz des Namens gehört sie zur Tribus der Borstenhörnchen, deren einziger nicht-afrikanischer Vertreter sie ist. Das Verbreitungsgebiet umfasst den Norden Irans und Afghanistans sowie Teile Kasachstans, Usbekistans, Turkmenistans und Tadschikistans.
Das borstige, stachelige Sommerfell weist Zieselmäuse als Angehörige der Borstenhörnchen aus. Im Winter wechseln sie zu einem seidenweichen Fell, das besseren Schutz vor der Kälte bietet. Ihr Fell ist sandgelb, nur die Unterseite der Schwanzspitze ist schwarz. Die Pfoten sind dicht behaart und tragen starke, bis zu 1 cm lange Krallen. Die Kopfrumpflänge beträgt 25 cm, hinzu kommen 8 cm Schwanz.
Zieselmäuse bewohnen Trockenwüsten. Hier graben sich kleine Familienverbände gemeinsame Baue, die sie tagsüber auf Futtersuche verlassen. Sie ernähren sich von Pflanzenteilen und Insekten. Obwohl es im Verbreitungsgebiet sehr kalte Winter gibt, hält die Zieselmaus keinen Winterschlaf. Sie bleibt allerdings in sehr heißen und sehr kalten Tagesstunden in ihrem Bau.